# 黄流站
參數所指定的目標頁面不存在，建議更正成存在頁面或直接建立下列一個頁面（建立前請先搜尋是否有合適的存在頁面可以取代）：
- 黄流镇站

黄流站，位于中华人民共和国海南省乐东黎族自治县黄流镇，是海南西环高速铁路上的高铁站，由广州局集团管辖。

## 歷史
- 2015年12月30日通车启用。

## 外部連結
- 中国铁路客户服务中心 （页面存档备份，存于）